# Stephen Chow Sau-yan
Stephen Chow Sau-yan SJ (chin. trad. 周守仁 ur. 7 sierpnia 1959 w Hongkongu) – chiński duchowny rzymskokatolicki, biskup Hongkongu od 2021, kardynał prezbiter od 2023.

## Życiorys

### Prezbiterat
Święcenia kapłańskie przyjął 16 lipca 1994 w zakonie jezuitów. Po święceniach studiował w Stanach Zjednoczonych. 17 kwietnia 2007 złożył profesję wieczystą. Pełnił funkcje m.in. wychowawcy zakonników przy uniwersytecie w Hongkongu, konsultora prowincji oraz wykładowcy diecezjalnego seminarium. W 2018 objął funkcję prowincjała.

### Episkopat
17 maja 2021 papież Franciszek mianował go biskupem diecezji Hongkongu. Sakry udzielił mu 4 grudnia 2021 kardynał John Tong Hon.
9 lipca 2023 podczas modlitwy Anioł Pański papież Franciszek ogłosił jego nominację kardynalską. 
Na konsystorzu 30 września 2023 został kreowany kardynałem prezbiterem i uzyskał kościół tytularny św. Jana Chrzciciela de la Salle. Brał udział w konklawe 2025, które wybrało papieża Leona XIV.